# حجر المذبح
حجر المذبح قطعة من الحجر الطبيعي تحتوي على آثار في تجويف وتهدف إلى أن تكون بمقام الجزء الأساسي من مذبح الاحتفال بالقداس في الكنيسة الكثليّة.

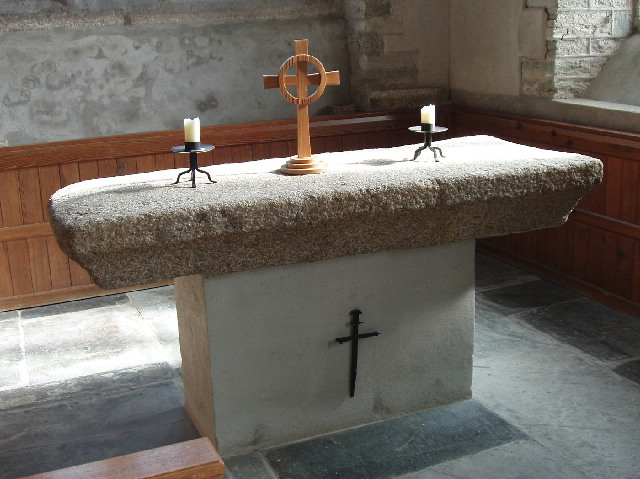
حجر مذبح قديم في جكبستو